# 威尔伯·霍兰
威尔伯·霍兰（英語：Wilbur Holland，1951年11月8日—），美国NBA联盟前职业篮球运动员。他在1975年的NBA选秀中第5轮第75顺位被亚特兰大鹰选中。